# ترویوکی تاهارا
ترویوکی تاهارا (ژاپنی: 田原 輝幸؛ زادهٔ ۳ مهٔ ۱۹۶۸) یک بازیکن فوتبال اهل ژاپن است.
از باشگاه‌هایی که در آن بازی کرده‌است می‌توان به باشگاه فوتبال سانفریس هیروشیما اشاره کرد.